# Pine Hills (Floryda)
Pine Hills – jednostka osadnicza w Stanach Zjednoczonych, w stanie Floryda, w hrabstwie Orange.